# ヒュー・ラムゼー
ヒュー・ラムゼー（Hugh Ramsay、1877年5月25日 - 1906年3月5日）はスコットランド生まれ、オーストラリアの画家である。

## 略歴
スコットランドのグラスゴーに生まれた。1878年に家族はオーストラリアのメルボルンに移住した。兄には「KIWI」のブランドで知られる靴磨き製品製造会社の創業者となったウィリアム・ラムゼー(William Ramsay:1868-1914)と有名な医師となったジョン・ラムゼー(John Ramsay CBE FRACS:1872-1944)がいる。
16歳の時、ビクトリア国立美術館の絵画教室に参加し、講師のリンゼー・バーナード・ホール(Lindsay Bernard Hall:1859-1935)の元でかつてない才能のある学生であるとされた。多くの賞を得たが、1899年の海外留学の学生を選ぶ展覧会では、もう一人の才能ある学生マックス・メルドラム(Max Meldrum:1875-1955)に敗れた。
1900年にヨーロッパに留学し、私立の美術学校のアカデミー・コラロッシで学んだ。才能を現わし、1902年にフランス国民美術協会の展覧会に4点の作品の出展が受理された。オーストラリア出身で当時パリで人気が高かったオペラ歌手、ネリー・メルバの義理の兄弟のパターソン(Ambrose McCarthy Patterson:1877-1966)と同じ建物にスタジオを構え、メルバに紹介され、メルバから肖像画の注文を受けことができたが、残念なことにパリで病気になり、気候のいいオーストラリアに戻らなければならなくなり、メルバの肖像画は描くことができなかった。
オーストラリアに戻った後、いくつかの代表作を描いたが病状は悪化し、1906年5月に亡くなった。28歳であった。

## 作品

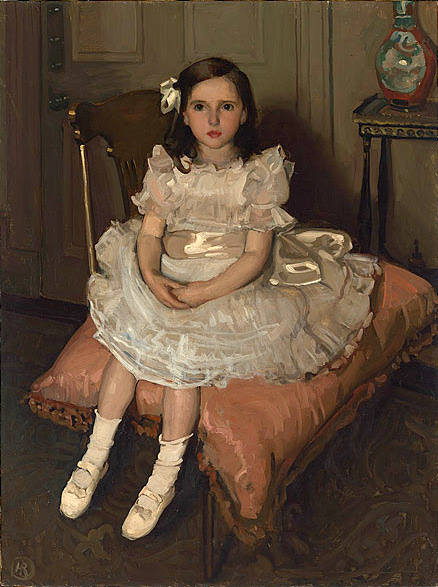
画家パターソンの娘 (1903)
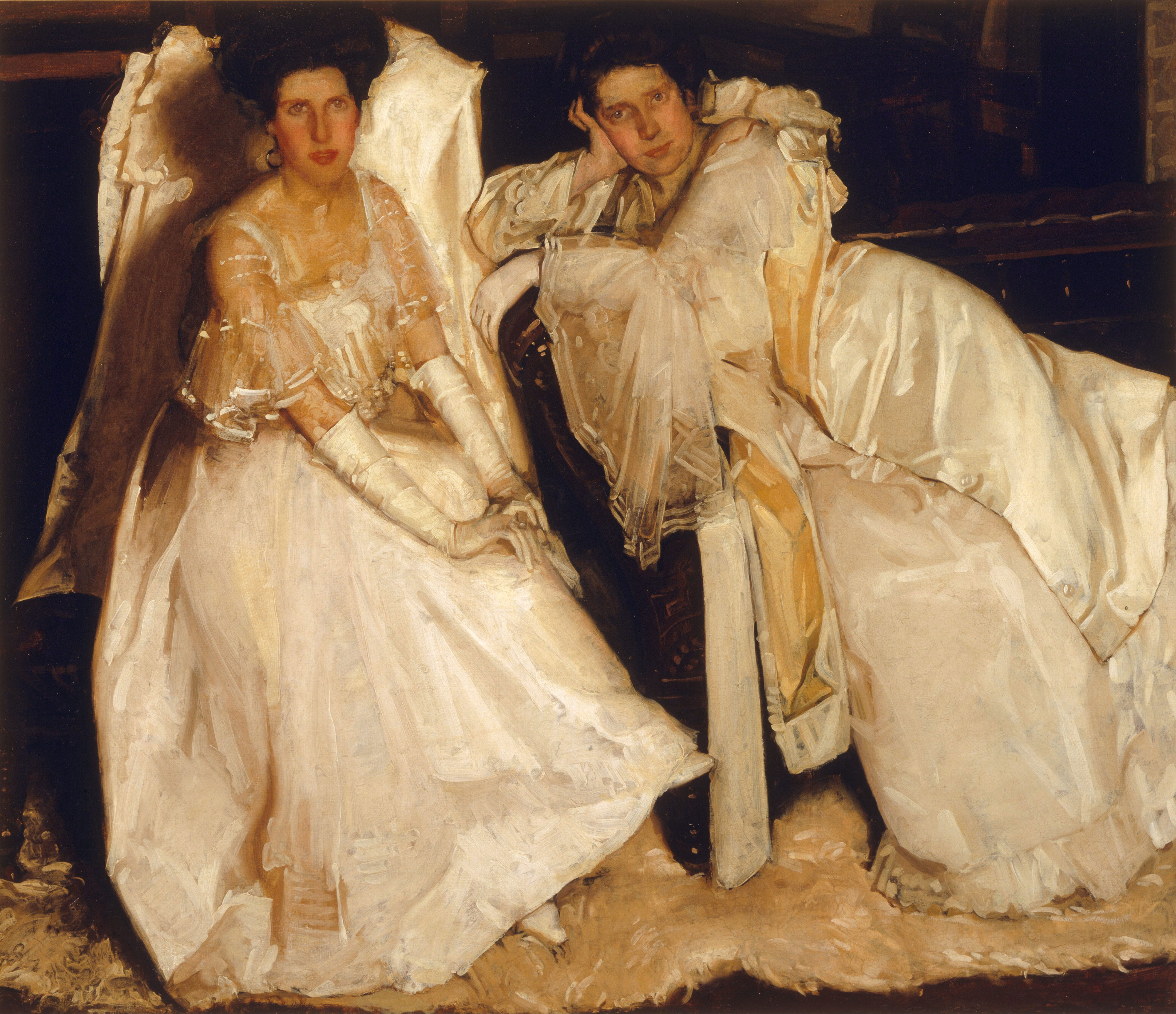
「sisters」(1904)
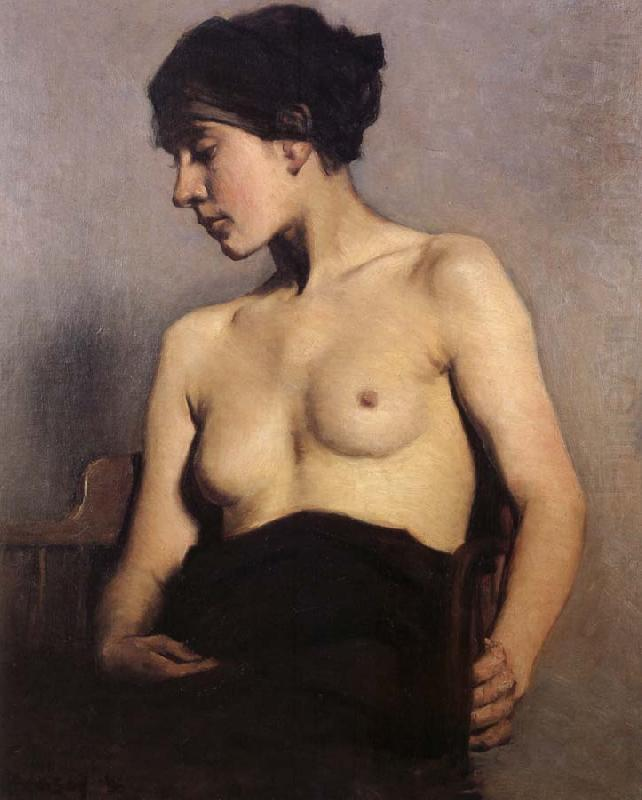
「Seated nude」(c.1900)
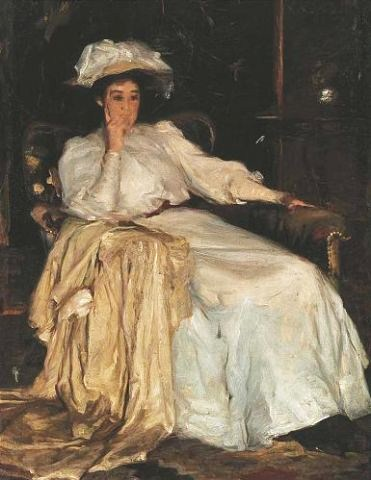
「白い服の女性」(1902)